# Ambiofonia
Ambiofonia – technika sztucznej regulacji pogłosu w salach koncertowych, operowych, studiach radiowych i telewizyjnych, za pomocą elektroakustycznych torów i układów nagłaśniających.
Jest jednym z elementów reżyserii dźwięku, umożliwiając poprawę pełni jego brzmienia i uzyskania efektów dźwiękowych dobranych do produkowanych utworów muzycznych.